# Berettyóújfalu
Berettyóújfalu (în română Itfalău sau Uifalău)  este un oraș în districtul Berettyóújfalu, județul Hajdú-Bihar, Ungaria, având o populație de 15.305 locuitori (2011). 

## Demografie
Componența etnică a orașului Berettyóújfalu
     Maghiari (96,39%)
     Romi (1,94%)
     Necunoscut (0,47%)
     Alții (1,21%)
Componența confesională a orașului Berettyóújfalu
     Reformați (39,25%)
     Fără religie (25,17%)
     Romano-catolici (6,19%)
     Necunoscută (27,32%)
     Alte religii (3,86%)
Conform recensământului din 2011, orașul Berettyóújfalu avea 15.305 locuitori. Din punct de vedere etnic, majoritatea locuitorilor (96,39%) erau maghiari, cu o minoritate de romi (1,94%). Apartenența etnică nu este cunoscută în cazul a 0,47% din locuitori. Nu există o religie majoritară, locuitorii fiind reformați (39,25%), persoane fără religie (25,17%) și romano-catolici (6,19%). Pentru 27,32% din locuitori nu este cunoscută apartenența confesională.